# 드림웍스 픽처스
 드림웍스 픽처스(영어: DreamWorks Pictures, DreamWorks SKG)는 1994년에 헐리우드 최고의 영화 감독 & 제작자 스티븐 스필버그, 유명한 애니메이션 제작자인 제프리 캐천버그가 데이비드 게펀이 공동으로 설립한 미국의 영화 제작 & 배급사로, 현재, 미국의 영화 제작사인 앰블린 파트너스의 자회사로 소속되어있다.
1997년, 유니버설 픽처스와 8년여 동안 배급계약을 체결했으나 재정난의 이유로 2005년, 바이어컴에 인수되어서 파라마운트 픽처스와 함께 일반영화와 드림웍스 애니메이션의 제작영화를 합작으로 배급하게 된다. 그러나 계속되는 흥행참패로 2010년에 파라마운트 픽처스와의 관계를 끊고 인도에 본사를 두고있는 아랍계 엔터테인먼트 회사인 릴라이언스의 거액 투자를 통한 지분 50%을 소유함과 동시에 월트 디즈니 스튜디오스 모션 픽처스하고 5년간의 제작 파트너쉽을 맺게 되었다. 그 후, 2015년 12월, 스티븐 스필버그의 친정이자 드림웍스의 초창기 배급 파트너였던 유니버설 스튜디오로 컴백하게 되면서 릴라이언스 엔터테인먼트, Entertainment One, Participant Media와 함께 새로운 영화 & TV 제작회사인 앰블린 파트너스 그룹을 출범시키고 유니버설 스튜디오와의 5년간의 제작 파트너쉽을 체결하게 된다. 또한 드림웍스를 앰블린파트너스의 자회사로 합류하게 된다.
드림웍스의 애니메이션 사업본부인 드림웍스 애니메이션은 2004년에 분리돼, 독립적인 기업체제로 운영되었으나, 2016년 4월 28일, NBC유니버설에 4조 3천억원에 인수되어 컴캐스트의 계열사로 합류하였다.

## 역사

### 드림웍스 SKG (1994 ~ 1997)
1994년 10월 12일, 월트 디즈니출신의 유명한 애니메이션 제작자인 제프리 캐천버그가 헐리우드 최고의 영화 감독 제작자인 스티븐 스필버그와, 음반 사업가 겸 영화 제작자로 활약하고 있는 데이비드 게펀과 공동으로 드림웍스 SKG를 설립하게 되었는데, 창립자 3명이 드림웍스의 지분 30%를 가져가면서 9억원달러에 매입할 투자자, 투자기업을 물색하여만 했다. 일단, 공동 설립자 3명이 1억달러에 자동적으로 매입하는 것을 기반으로, 마이크로소프트의 공동 설립자인 폴 앨런이 5억달러를 출자하기로 결정했고 나머지 3억달러를 미국을 포함한 전 세계 다국적기업에게 참여 기회를 주기로 했다.
우리나라도 드림웍스 지분 매입에 뛰어들었는데 현대는 주식매입에 관한 의견교환만 있었을뿐 별다른 진전이 없다고 판단해 드림웍스의 투자매입을 하지 않기로했고, 삼성은 9억달러를 전액투자해 아시아 지역의 배급권 확보와 함께 드림웍스 경영에 참여하는 것을 전제로 내세웠으나 한 그룹이 너무 많은 돈을 가지고 운영한다는것은 바람직하지 않다는 이유로 3억달러로 낮춰서 협상을 이어갔지만 영화 사업 대신에 오직 반도체에만 관심이 있다고 생각해 협상이 완전히 결렬됐다. 한국에서는 더 이상 참여의사가 없다고 느껴질때쯤, 오래 전 부터, 삼성그룹의 계열사였으나 1993년, 분리 독립을 선언한 식료품 제조업체인 제일제당이 1995년 4월 28일, 3억달러를 드림웍스에 투자하면서 미국의 본사를 두고있는 드림웍스 SKG의 최대주주로 등극하게 됨과 동시에 공동투자 출자에 참여하면서, 드림웍스 단독 제작영화에 관한 한국 배급권 계약을 체결했다.
1994년 12월, 유니버설 스튜디오, 스필버그가 운영하는 영화 제작사인 앰블린 엔터테인먼트의 스튜디오를 드림웍스의 본사로 지정함과 동시에 투자매입이 끝난후 TV 프로그램 제작회사인 드림웍스 텔레비전을 설립, 미국 최대 민영방송사인 ABC의 프로그램 제작 파트너쉽을 8년간 계약을 맺었다. 1995년, 마이크로소프트와 공동으로 게임 제작사인 드림웍스 인터랙티브를 설립, PC/콘솔을 이용한 게임 소프트웨어 판매를 시작했으며, 앰블린 엔터테인먼트 산하의 애니메이션 제작 부서인 앰블메이션이 드림웍스 애니메이션 제작에 새롭게 합류하면서 첫 2D 애니메이션 영화 준비에 박차를 가하게 된다. 또한, 시각효과를 통한 CG개발과 함께 3D 애니메이션 제작에 착수하기 위해 퍼시픽 데이터 이미지와의 전략적 제휴도 함께 체결했다. 1996년, 게펜 레코드, 유니버설 스튜디오를 소유하고있는 음반 제작회사인 MCA와 공동으로 드림웍스 레코드를 창립해 음반 사업을 시작했다. 또한, 로스엔젤레스의 플라야 비스타에 자체적 영화/음향 스튜디오를 만들어서 영상/미디어 기업들을 입주시킴으로써 제2의 실리콘벨리를 창출하기로 했다.

### 드림웍스 픽처스 (1997 ~ 2005)
드림웍스 SKG의 첫 영화사업은 1997년, 미국의 배급권 계약을 유니버설 픽처스가 맺음으로써, 《피스메이커》부터, 드림웍스 픽처스라는 레이블을 통해 8년동안 제작/배급이 이곳에서 이루어지게 된다.
1998년, 퍼시픽 데이터 이미지와 공동으로 2D/3D 애니메이션 제작을 담당하는 드림웍스의 애니메이션 사업부를 출범시키고 2D 애니메이션 첫 영화인 《개미》를 상영시킨다. 2001년, 인쇄/복합기 전문업체인 휴랫 패커드와의 전략적 제휴를 맺고 3D 컴퓨터 그래픽 애니메이션의 제작 기반을 마련해 전 세계 4억 5000만 달러를 기록한 슈렉을 상영시킨다.
2004년, 애니메이션 사업부문을 독립해 드림웍스 자체 애니메이션 제작 회사인 드림웍스 애니메이션을 설립하고 애니메이션 사업부문의 수장이셨던 제프리 캐천버그는 드림웍스 애니메이션의 회장으로 취임하게 된다.

### 파라마운트 픽처스 인수 직후
그러나 1억 달러가 넘는 제작비를 들인 《아일랜드》의 흥행실패로 인한 적자 누적이 심화돼 재정난에 시달리다 결국 2005년 10월 바이아컴에 인수되어서 파라마운트 픽처스와 함께 일반영화와 드림웍스 애니메이션의 제작영화를 합작으로 배급하게 된다. (CJ 엔터테인먼트는 2007년부터 파라마운트 픽쳐스의 제작 영화를 배급했다가 2015년에 롯데엔터테인먼트로 배급권이 넘어갔다.)

### 릴라이언스 지분 취득과 월트 디즈니와의 파트너쉽 성사 이후
하지만 계속되는 흥행 실패로 2010년에 파라마운트 픽처스와의 관계를 끊고 (일반영화에 해당) 인도에 본사를 두고있는 엔터테인먼트 회사인 릴라이언스의 거액 투자를 통한 지분 50%을 소유함과 동시에 월트 디즈니 스튜디오스 모션 픽처스하고 5년간의 제작 파트너쉽을 맺게 되었다. (월트 디즈니 컴퍼니는 파트너쉽 성사직전에 드림웍스 픽처스 작품들의 미국 내 TV 배급권을 가지고 있는 회사였으며 파트너쉽 성사 직후 터치스톤 픽처스의 레이블을 통해서 드림웍스의 자체 제작영화를 배급했다.)

### 앰블린 파트너스 파트너쉽 체결 이후
2015년 9월, 드림웍스가 2016년 8월달을 끝으로, 디즈니와의 재계약을 하지 않기로 결정하면서 2015년 12월, 스티븐 스필버그가 친정인 유니버설 스튜디오로 다시 돌아와, 5년간의 파트너쉽을 체결하게 된다. 그리고, 릴라이언스 엔터테인먼트, Entertainment One, Participant Media와 함께 새로운 미디어 제작 중심의 지주회사인 앰블린 파트너스를 출범시키고 드림웍스 스튜디오를 앰블린 파트너스의 자회사로 합류시킨다.
2016년 4월 28일, 재정난에 허덕이고 있는 드림웍스 애니메이션을 4조 3천억원에 인수하면서 유니버설 스튜디오의 자회사가 되면서 제프리 카젠버그는 NBC 유니버설의 고문 겸 드림웍스의 뉴 미디어 사업부문의 회장으로 새롭게 취임함과 동시에 드림웍스 애니메이션의 회장직에서 물러났다. 이로써 드림웍스의 모든 사업군이 컴캐스트의 한 식구가 되었다.

## 같이 보기
- 스티븐 스필버그
- 파라마운트 픽처스
- 월트 디즈니 컴퍼니
- 20세기 폭스
- CJ 엔터테인먼트